# Safe (Fernsehserie)
Safe ist eine britisch-französische Fernsehserie des Krimiautors Harlan Coben. Die in England spielende Serie ist eine Koproduktion des französischen Fernsehsenders Canal+ und des Streamingdienstanbieters Netflix. Am 10. Mai 2018 wurde die Serie in über 190 Ländern über Netflix veröffentlicht.

## Handlung
Tom Delaney ist ein angesehener Arzt in einer durch einen hohen Zaun abgeschotteten Luxussiedlung in England. Er hat gerade seine Frau Rachel auf Grund einer Krebserkrankung verloren und kämpft mit Selbstzweifeln. Nach einer ausufernden Party im Haus von Sia Marshall ist seine älteste Tochter Jenny verschwunden. Gemeinsam mit Detective Sergeant Sophie Mason, seiner jetzigen Freundin, und seinem besten Freund Pete Mayfield versucht er, seine Tochter wiederzufinden. Doch jeder in seiner Nachbarschaft hat ein dunkles Geheimnis.
Als Jennys Freund Chris Chahal tot aufgefunden wird, verdächtigt Tom so gut wie alle. Letztlich kommt er einem Komplott auf die Spur. Rachel hat als Jugendliche zusammen mit vier Freunden ein Feuer in ihrer alten Schule gelegt, dem acht Schüler zum Opfer gefallen sind. Jahrelang konnten sie das Geheimnis verbergen, bis Jenny mit den Tagebüchern ihrer Mutter hinter die damaligen Ereignisse gekommen ist. Dies hatte sie ihrem Freund Chris erzählt. Zunächst kam sie bei Helen Crowthorne unter, die in einer Messie-Wohnung lebt. Diese wurde jedoch vom zwielichtigen Nachtclubbesitzer Bobby niedergebrannt, der auch Jenny entführte.
Sophie und Tom stellen Bobby, der sich daraufhin erschießt. Kurz danach findet Tom jedoch heraus, dass es Sophie war, die Chris ermordet hat, weil er sie erpressen wollte. Tom überredet sie, sich zu stellen.

## Hintergrund
Die Serie entstand nach einer Idee des Krimiautors Harlan Coben. Das Drehbuch schrieb Shameless-Autor Danny Brocklehurst. Gedreht wurde Safe im Juli 2017 in Manchester, Liverpool und Cheshire.
Die Serie feierte ihre Premiere am 10. Mai 2018 über Netflix sowie in Frankreich über Studiocanal.

## Besetzung
- Michael C. Hall: Dr. Tom Delaney
- Amanda Abbington: Detective Sergeant Sophie Mason
- Marc Warren: Dr. Pete Mayfield
- Audrey Fleurot: Zoé Chahal
- Hannah Arterton: Detective Constable Emma Castle
- Nigel Lindsay: Jojo Marshall
- Laila Rouass: Lauren Marshall
- Joplin Sibtain: Neil Cahal
- Milo Twomey: Bobby
- Emmett J. Scanlan: Josh Mason
- Amy James-Kelly: Jenny Delaney
- Amy-Leigh Hickman: Sia Marshall
- Freddie Thorp: Chris Cahal
- Hero Fiennes Tiffin: Ioan Fuller
- Louis Greatorex: Henry Mason
- Isabelle Allen: Carrie Delaney
- Karen Bryson: Helen Crowthorne

## Episodenliste
| Nr. | Deutscher Titel | Originaltitel | Erstveröffentlichung UK | Deutschsprachige Erstveröffentlichung (D/A/CH) | Regie           | Drehbuch           |
| --- | --------------- | ------------- | ----------------------- | ---------------------------------------------- | --------------- | ------------------ |
| 1   | Episode 1       | Episode 1     | 10. Mai 2018            | 10. Mai 2018                                   | Daniel Nettheim | Danny Brocklehurst |
| 2   | Episode 2       | Episode 2     | 10. Mai 2018            | 10. Mai 2018                                   | Daniel Nettheim | Danny Brocklehurst |
| 3   | Episode 3       | Episode 3     | 10. Mai 2018            | 10. Mai 2018                                   | Julia Ford      | Mick Ford          |
| 4   | Episode 4       | Episode 4     | 10. Mai 2018            | 10. Mai 2018                                   | Julia Ford      | Mick Ford          |
| 5   | Episode 5       | Episode 5     | 10. Mai 2018            | 10. Mai 2018                                   | Daniel O’Hara   | Alex Ganley        |
| 6   | Episode 6       | Episode 6     | 10. Mai 2018            | 10. Mai 2018                                   | Julia Ford      | Karla Crome        |
| 7   | Episode 7       | Episode 7     | 10. Mai 2018            | 10. Mai 2018                                   | Daniel O’Hara   | Danny Brocklehurst |
| 8   | Episode 8       | Episode 8     | 10. Mai 2018            | 10. Mai 2018                                   | Daniel O’Hara   | Danny Brocklehurst |

## Rezeption
Die Serie wurde überwiegend wohlwollend besprochen;

„«Safe» veranschaulicht die Phrase «Wer nicht hören will, muss fühlen» in der Tradition eines – allerdings achtteiligen – «Tatorts» unter Verwendung der Topoi aus Teenager-Horrorfilmen: 1. nicht auf die Ermahnungen der Eltern – in diesem Fall eines Elternteils – hören; 2. der Konsum von Alkohol und Drogen; 3. potenziell gefährliche Geheimnisse hüten. (…) Wer mit «Safe» beginnt, wird kaum mittendrin aufhören. Man will, ja muss wissen, was für ein Ende das Ganze nimmt. Ein gutes, ein schlechtes, ein versöhnliches? Fehlende Spannung ist der internationalen Produktion jedenfalls nicht vorzuwerfen, fast jeder macht sich früher oder später verdächtig.“

„Sicher ist in dieser von Michael C. Hall auch koproduzierten Serie, die einen trotz manch enttäuschend simpler Plotwendung schnell am Haken hat, nur eins: dass die Tatsachen bis ganz zum Schluss immer wieder einen neuen und meistens den schlimmstmöglichen Dreh bekommen. Und dass die digitale Welt ohne verlässliche Tore nicht nur eine Parallel- und Scheinwelt ausmacht, sondern vielleicht ganz allein die Erfahrungszusammenhänge in die Kinderzimmer bringt. Von ‚Gated Communities‘ zu träumen, so zeigt es zumindest die Serie ‚Safe‘, ist ein grober Anfängerfehler analog-naiver Erziehungsberechtigter.“